# Anton Weidinger
Anton Weidinger (Viena, 9 de junio de 1766 - Viena, 20 de septiembre de 1852) fue un solista de trompeta austriaco. Fue trompetista de la orquesta del Teatro Imperial y diseñó concibió la trompeta de llaves capaz de realizar cromatismos.

## Biografía
Anton Weidinger nació el 9 de junio de 1766 en Viena. A una temprana edad desarrolló interés por la música. Peter Neuhold, trompetista de la corte real del emperador, le acogió como alumno. En 1785, con 19 años, finalizó sus estudios. 
Ese mismo año se convirtió en trompetista del regimiento de coraceros del príncipe Adam Kasimir von Czartorisky, puesto que abandonó en julio de 1787. En octubre de 1787 se unió al regimiento de dragones del archiduque José. En 1792 renunció al servicio para trabajar como trompetista en el teatro de la corte. La estabilidad de este nuevo empleo le permitió desarrollar su idea de la trompeta de llaves.
En abril de 1796 consiguió un puesto como trompetista en la corte imperial. En 1799 ascendió al puesto de primer trompeta, cargo que ostentaría hasta su retiro en agosto de 1850.  
Joseph Haydn, al enterarse de las investigaciones de Weidinger, compondría el Concierto en Mib para trompeta y orquesta Hob.VIIe:1 en 1796. Este concierto fue creado y dedicado a Weidinger gracias a su estrecha amistad. Prueba de esta amistad es la aparición de Haydn como padrino de la boda entre el trompetista y Susanna Zeiss —hija del trompetista vienés Franz Zeiss— en febrero de 1797.
El concierto se estrenó en 1800 debido a la falta de desarrollo en el instrumento, que no permitía interpretar la composición. Días antes del estreno, el Wiener Zeitung (22 de marzo de 1800) anunció el gran logro: la trompeta dotada de llaves había sido perfeccionada. El 28 de marzo Weidinger tocó por primera vez en público el Concierto de Haydn. 
Tras el éxito de esta primera actuación inició una serie de conciertos por todos los teatros de Viena. Además del concierto de Haydn, interpretaba los conciertos de Kozeluch y Weigl. Con toda la popularidad adquirida, decidió iniciar giras por el extranjero. Entre 1802 y 1803 viajó por Alemania, Francia e Inglaterra. El Allgemeine Musikalische Zeitung (5 de enero de 1803), tras su paso por la ciudad, publicó: 

«El trompetista de la corte de Viena, el señor Weidinger, nos dio la oportunidad de juzgar su invención, importante para la perfección de la trompeta, y admirar su magistral interpretación al mismo tiempo. […] El miedo que nosotros tuvieramos en un principio que este instrumento pudiera haber perdido algo de su carácter pomposo ha sido refutado con las demostraciones públicas del señor Weidinger. Este instrumento todavía conserva su sonoridad plena y penetrante, pero al propio tiempo es tan gentil y delicado que ni incluso un clarinete es capaz de cantar tan melodiosamente. El sr. Weidinger ejecuta un programa muy bueno, destacando el Trío para piano, violín y trompeta en do de Hummel. […] No podemos decir cuánto mérito tiene la nueva invención y cuánto el experto virtuoso, ya que el conocimiento de su instrumento todavía es un misterio. Según una crónica de Londres, Weidinger no permitió que nadie mirara su trompeta. En cualquier caso, el Sr. Weidinger merece todos los aplausos por su invención.»

Weidinger hizo de su invención un secreto, imposibilitando al resto de trompetistas acceder a sus novedades. Una instrucción de la corte imperial fechada el 31 de marzo de 1807 le ordena hacerse cargo de la formación de uno o más alumnos elegidos por él. Esta tarea debía desarrollarla en su tiempo libre y por ella se le añadieron 150 florines a su salario.
A partir de 1813 el público comenzó a perder el interés en las actuaciones del trompetista. Weidinger decidió compartir escenario con su hijo Joseph, de 10 años, ofertando un repertorio que implicaba diferentes trompetas.
El 10 de mayo de 1829, Weidinger —quien parece que jamás dejó de trabajar en su proyecto— presenta mediante concierto en Viena una nueva versión mejorada del diseño. El 27 de julio de 1850 Weidinger se retira y tan solo dos años después muere en su ciudad natal a la edad de 86 años.

## Innovaciones en la trompeta
Basándose en diseños anteriores comenzó a trabajar desde 1792 en una trompeta de llaves capaz de realizar una escala cromática. Se basaba en un sistema similar a la flauta o el fagot. Su instrumento a la postre no tuvo el éxito esperado al ser aventajada por la trompeta de pistones que comenzó a desarrollarse a partir de 1813. Se usó en bandas militares durante el siglo XIX, decayendo su uso a principios del XX.
Su trompeta contaba con 5 llaves para acortar la longitud de vibración del tubo o columna de aire, similares a las modernas llaves como las usadas después en el saxofón. Comenzó a trabajar en la construcción de esta trompeta en 1792, sobre diseños anteriores, año en que conoció a Joseph Haydn (1732-1809), según parece con motivo de la boda del trompetista. Este avance le permitía desarrollar al completa la escala cromática, pero a costa de sus cualidades sonoras, en especial su brillo y potencia. Pero presentaba algunas otras características, algunas le permitía unas inauditas posibilidades: tenía una tesitura de 2 octavas, podía tocar en cualquier tonalidad, modular adecuadamente, y sobre todo, cantar melodiosamente, especialmente en el registro grave “como un clarinete”.
Weidinger aprovechó la amistad con Haydn para solicitarle la composición de un concierto para su nuevo instrumento. Así, en 1796 Haydn compone su Concierto para trompeta y orquesta en Mi bemol mayor, Hob. VIIe/1, que sin embargo no estrenaría el inventor de este instrumento hasta el año 1800, el 22 de marzo, en el Burgtheater de Viena.
Otros compositores de la época también escribieron conciertos para la trompeta inventada por Weidinger, como Johann Nepomuk Hummel (1778-1837), sucesor de Haydn como Maestro de Capilla de la familia Esterházy, en 1803, así como un trío con piano y violín, hoy perdido; además lo hicieron el checo Leopold Kozeluh (1747-1818) y el austriaco Joseph Weigl (1766-1846), hijo del que fuera primer violonchelo de la orquesta de Esterházy bajo la dirección de Haydn.
Miembro del Cuerpo de Trompetas de la Corte Imperial desde 1799.
En 1815 comienza a experimentar junto con Joseph Riedl con el uso de válvulas rotatorias para instrumentos de viento metal.